# مارغريت سوزان بروك
مارغريت سوزان بروك (بالإنجليزية: Margaret Susan Brock)‏ هي مؤرخة أسترالية، ولدت في 16 مارس 1948 في أديلايد في أستراليا.